# Mateo Díaz
Mateo Díaz (Olavarría, Argentina, 6 de marzo de 2002) es un jugador de baloncesto argentino con nacionalidad italiana que actualmente pertenece al Baloncesto Fuenlabrada de la Primera FEB. Con 1,86 metros de altura se desempeña en la posición de base. Fue internacional con las categorías juveniles de la selección de baloncesto de Argentina.

## Trayectoria deportiva
Diaz se formó en la cantera de Racing de Gualeguaychú, actuando además con el seleccionado de Entre Ríos en el Campeonato Argentino de Básquet para juveniles. 
En 2018 se incorporó a Sport Club Cañadense, equipo con el que terminaría jugando en el Torneo Federal de Básquetbol. Al año siguiente fichó con Central Entrerriano de La Liga Argentina, en el que, a pesar de su juventud y con solo 17 años, jugó una media de 21 minutos en 28 partidos, promediando 11 puntos y 3 asistencias por encuentro durante la temporada 2019-20.
El 13 de agosto de 2020 firma por el Club Baloncesto Breogán de la Liga LEB Oro, pero tendría ficha con el CB Estudiantes Lugo, filial del conjunto lucense que juega en Liga EBA. Durante la temporada 2020-21, pese a partir como tercer base, se convertiría en un habitual del técnico Diego Epifanio. Con el primer equipo contribuyó a la consecución del ascenso a Liga ACB participando en un total de 26 encuentros, en los que promedió 3.6 puntos, 1.5 rebotes y 0.7 asistencias en algo menos de 10 minutos de juego.
En septiembre de 2021 se anunció su cesión al Cáceres Patrimonio de la Humanidad, club de LEB Oro, para disputar la temporada 2021/22. Disputó 37 partidos registrando medias de 5.9 puntos, 1.5 asistencias y 2.7 rebotes en 16.8 minutos.
El 7 de septiembre de 2022, firma por el CB Almansa de la Liga LEB Oro, cedido por el Club Baloncesto Breogán. Completa la temporada 2022/23 disputando 34 partidos con promedios de 10.3 puntos, 3.6 asistencias y 3 rebotes en 19.5 minutos por noche.
El 24 de mayo de 2023, firma por los Motilones del Norte de la Liga Profesional de Baloncesto de Colombia, donde promedió 13 puntos, 6 rebotes, 5 asistencias y 2 robos de balón por encuentro.    
El 12 de agosto de 2023, firma por el Baloncesto Fuenlabrada de la Liga LEB Oro.
El 24 de mayo de 2024 firma por los Toros del Valle de la Liga WPlay Profesional de Baloncesto de Colombia.
El 29 de julio de 2024, firma por el San Sebastián Gipuzkoa Basket Club de la Liga LEB Oro.
El 15 de agosto de 2025, firma por el Baloncesto Fuenlabrada de la Primera FEB.

## Selección nacional
Díaz fue miembro de los seleccionados juveniles de baloncesto de Argentina, llegando a participar con el equipo nacional del Sudamericano U-17 de 2017, el Mundial U-17 de 2018, el Sudamericano U-17 de 2019 y el Mundial U-19 de 2021.
Asimismo representó a su país en el Campeonato Mundial de Baloncesto 3x3 sub-18 de 2019, organizado en Mongolia. En esa ocasión la Argentina obtuvo la medalla de bronce.

## Vida privada
Mateo Díaz es hijo de Gabriel Díaz, un ex-baloncestista que actuó durante 20 temporadas en la Liga Nacional de Básquet. Su hermano Alejo Díaz también juega al baloncesto de manera profesional. 